# Shaka atrovittata
Shaka atrovittata är en fjärilsart som beskrevs av Bremer 1861. Shaka atrovittata ingår i släktet Shaka och familjen tandspinnare. Inga underarter finns listade i Catalogue of Life.